# Henryk Marian Rek

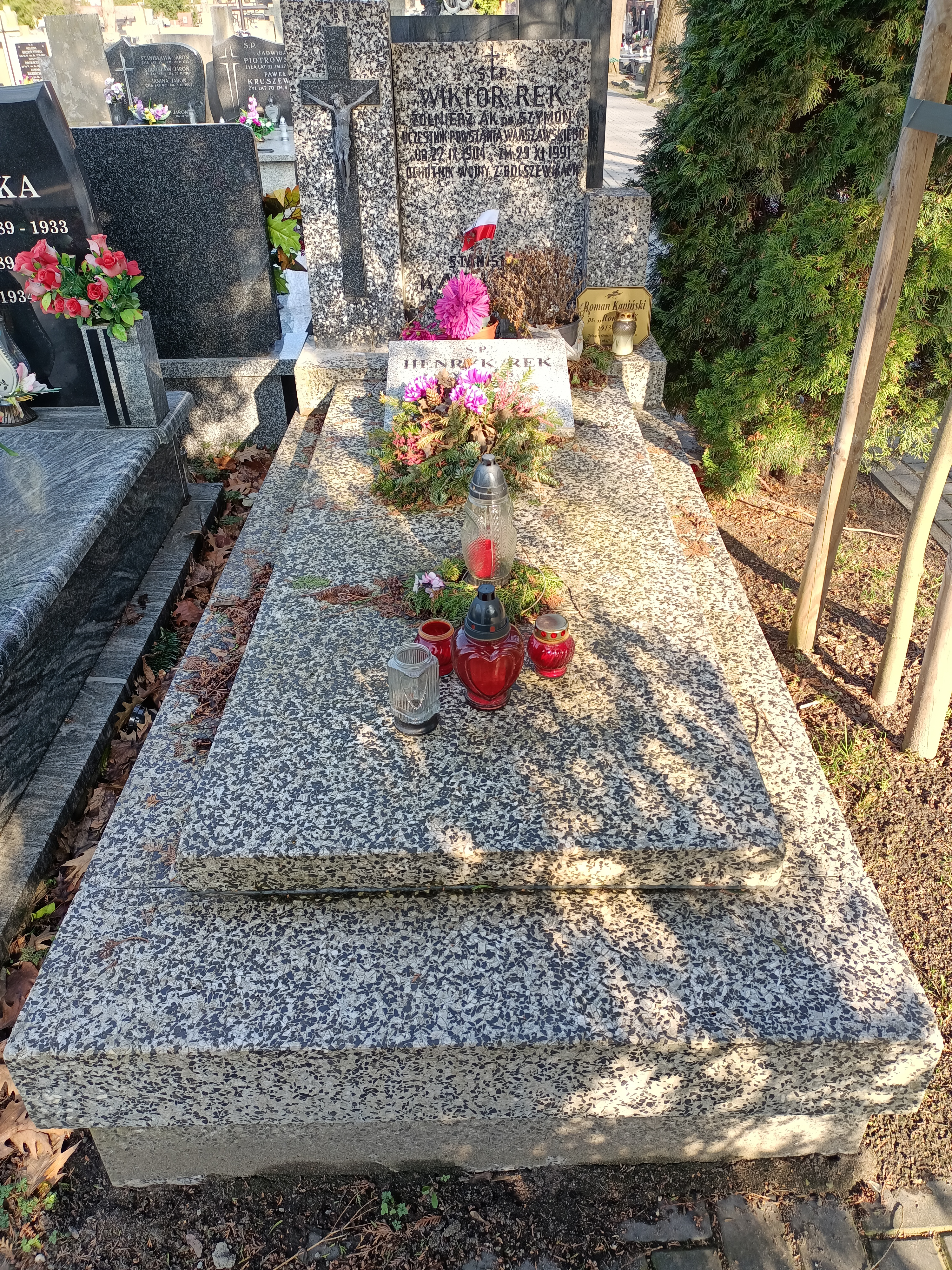
Grób Henryka Reka na cmentarzu wolskim w Warszawie

Henryk Marian Rek pseudonim Skoczek (ur. 13 sierpnia 1929 w Warszawie, zm. 25 czerwca 2015) – polski trener i działacz kajakarski.

## Życiorys
W czasie II wojny światowej był członkiem Szarych Szeregów oraz uczestnikiem powstania warszawskiego. Absolwent Akademii Wychowania Fizycznego w Warszawie. Był między innymi kierownikiem wyszkolenia i trenerem kadry juniorów Polskiego Związku Kajakowego (PZKaj), a także koordynatorem w OKS Stomil Olsztyn oraz Spójni Warszawa. W latach 1978–1983 pełnił funkcję trenera Kanadyjskiej Kadry Narodowej Sportów Wodnych. Zmarł 25 czerwca 2015 roku i został pochowany na cmentarzu wolskim w Warszawie.